# Esteno
Esteno (em grego Σθενώ, forte, vigorosa, energética, poderosa, contundente) é uma Górgona da mitologia grega, é uma das três  filhas de Fórcis com Ceto, irmã de Medusa e Euríale. Habitava o Extremo Ocidente, junto ao país das Hespérides.
As górgonas eram três figuras mitológicas da Grécia Antiga. Consideradas monstros, estas mulheres tinham na cabeça, no lugar de cabelos, serpentes.[2] Outras características físicas das górgonas eram: corpo coberto por escamas, braços de metal e dentes grandes e pontiagudos.[2]. A górgona mais conhecida era a Medusa.
De acordo com a mitologia grega, as górgonas possuíam a capacidade de transformar em pedra as pessoas que olhassem diretamente para elas.[2]

## Família
Pontos casou-se com sua própria mãe, Gaia, e teve vários filhos: Nereu, Taumante, Fórcis, Ceto e Euríbia. Ceto e Fórcis foram pais das três Greias, Dino, Ênio e Péfredo, das três Górgonas, Esteno, Euríale e Medusa e da serpente que guarda as maçãs de ouro,

## As górgonas
As górgonas tinham, em vez de cabelos, serpentes, dentes como presas de javalis, mãos de bronze e asas douradas, com as quais elas voavam; elas tinham o poder de transformar em pedra quem olhasse para elas. Perseu, usando o chapéu de invisibilidade de Hades, chegou quando elas estavam dormindo, e, vendo Medusa, a única que era mortal, através do seu espelho de bronze, cortou sua cabeça com uma foice de adamantino, presente de Hermes. Do corpo morto da Medusa saíram Pégaso e Crisaor, filhos de Posidão.
As outras górgonas saíram em perseguição a Perseu, mas não o encontraram, pois ele estava invisível.